# スタッド・ダンゴンジェ
スタッド・ダンゴンジェ（フランス語:Stade d'Angondjé）はガボンの首都、リーブルビル郊外のアンゴンジェに位置する競技場。中国政府が建設資金を援助し、建設された。こけら落としは2011年11月10日に行われた国際親善試合、ガボン対ブラジル（試合は2-0でブラジル代表が勝利)。
サッカーガボン代表のホームスタジアムでもある。

## アフリカネイションズカップ2012
アフリカネイションズカップ2012では9試合が行われた。
- 1月23日：グループC -  ガボン 2-0  ニジェール
- 1月23日：グループC -  モロッコ 1-2  チュニジア
- 1月27日：グループC -  ニジェール 1-2  チュニジア
- 1月27日：グループC -  ガボン 3-2  モロッコ
- 1月31日：グループC -  ニジェール 0-1  モロッコ
- 2月1日：グループD -  ボツワナ 1-2  マリ
- 2月5日：準々決勝 -  ガボン 1-1(4-5)  マリ
- 2月8日：準決勝 -  マリ 0-1  コートジボワール
- 2月12日：決勝 -  ザンビア 0-0(8-7)  コートジボワール

## アフリカネイションズカップ2017
アフリカネイションズカップ2017では9試合が行われた。
- 1月14日：グループA -  ガボン 1-1  ギニアビサウ
- 1月14日：グループA -  ブルキナファソ 1-1  カメルーン
- 1月18日：グループA -  ガボン 1-1  ブルキナファソ
- 1月18日：グループA -  カメルーン 2-1  ギニアビサウ
- 1月22日：グループA -  カメルーン 0-0  ガボン
- 1月23日：グループB -  ジンバブエ 2-4  チュニジア
- 1月28日：準々決勝 -  ブルキナファソ 2-0  チュニジア
- 2月1日：準決勝 -  ブルキナファソ 1-1(3-4)  エジプト
- 2月5日：決勝 -  エジプト 1-2  カメルーン